# China National Aviation Fuel Group
China National Aviation Fuel Group Limited («Китайская национальная группа авиационного топлива», сокращённо CNAF) — китайская государственная компания, специализирующаяся на хранении и реализации авиационного топлива. Входит в число крупнейших компаний страны по размеру выручки. Основана в 2002 году, штаб-квартира расположена в Пекине.    

## История
China National Aviation Fuel Group была основана в октябре 2002 года путём выделения авиатопливных активов государственных гигантов Sinopec Group и PetroChina в отдельную компанию. В октябре 2004 года была зарегистрирована дочерняя компания China National Aviation Fuel Petroleum (торговля нефтепродуктами), в сентябре 2005 года — дочерняя компания China National Aviation Fuel Supply (поставки авиатоплива), в декабре 2007 года — дочерняя компания China National Aviation Fuel Logistic (Шанхай). В 2016 году продажи CNAF достигли 24,6 млрд долларов.
В июне 2019 года China National Aviation Fuel Group подписала соглашение с британской компанией Air BP о создании совместного предприятия для работы на рынке Юго-Западного Китая (Гуйчжоу, Сычуань и Чунцин).

## Деятельность
China National Aviation Fuel Group занимается закупкой, транспортировкой, хранением, контролем качества и продажей авиационного топлива. CNAF является крупнейшим поставщиком авиационного топлива и смазочных материалов в Китае.
China National Aviation Fuel Group присутствует в 219 китайских и 48 зарубежных аэропортах, предлагая услуги более чем 300 авиакомпаниям мира. Кроме того, CNAF занимается хранением, оптовой и розничной торговлей бензином, дизельным топливом и смазочными материалами в 25 провинциях Китая. Также компания имеет речные и морские танкеры, сеть причалов, трубопроводов, железнодорожных путей и хранилищ топлива в дельте Янцзы, дельте Жемчужной реки и Бохайском заливе. Импорт авиационного топлива осуществляется через дочернюю компанию в Сингапуре.
Крупнейшие хранилища и заправочные комплексы CNAF расположены в Международном аэропорту Гуанчжоу-Байюнь, Международном аэропорту Чэнду-Шуанлю, Международном аэропорту Шэньчжэнь-Баоань, Международном аэропорту Чунцин-Цзянбэй, Международном аэропорту Пекин-Столичный, Международном аэропорту Куньмин-Чаншуй, Международном аэропорту Шанхай-Хунцяо, Международном аэропорту Сиань-Сяньян, Международном аэропорту Шанхай-Пудун и Международном аэропорту Ханчжоу-Сяошань.
CNAF тесно работает с британской компанией Air BP, имея с ней несколько совместных предприятий — China Aviation Oil (Singapore) Corporation, Shenzhen Chengyuan Aviation Oil, South China Bluesky Aviation Oil и CNAF Air BP General Aviation Fuel Company.

## Дочерние компании

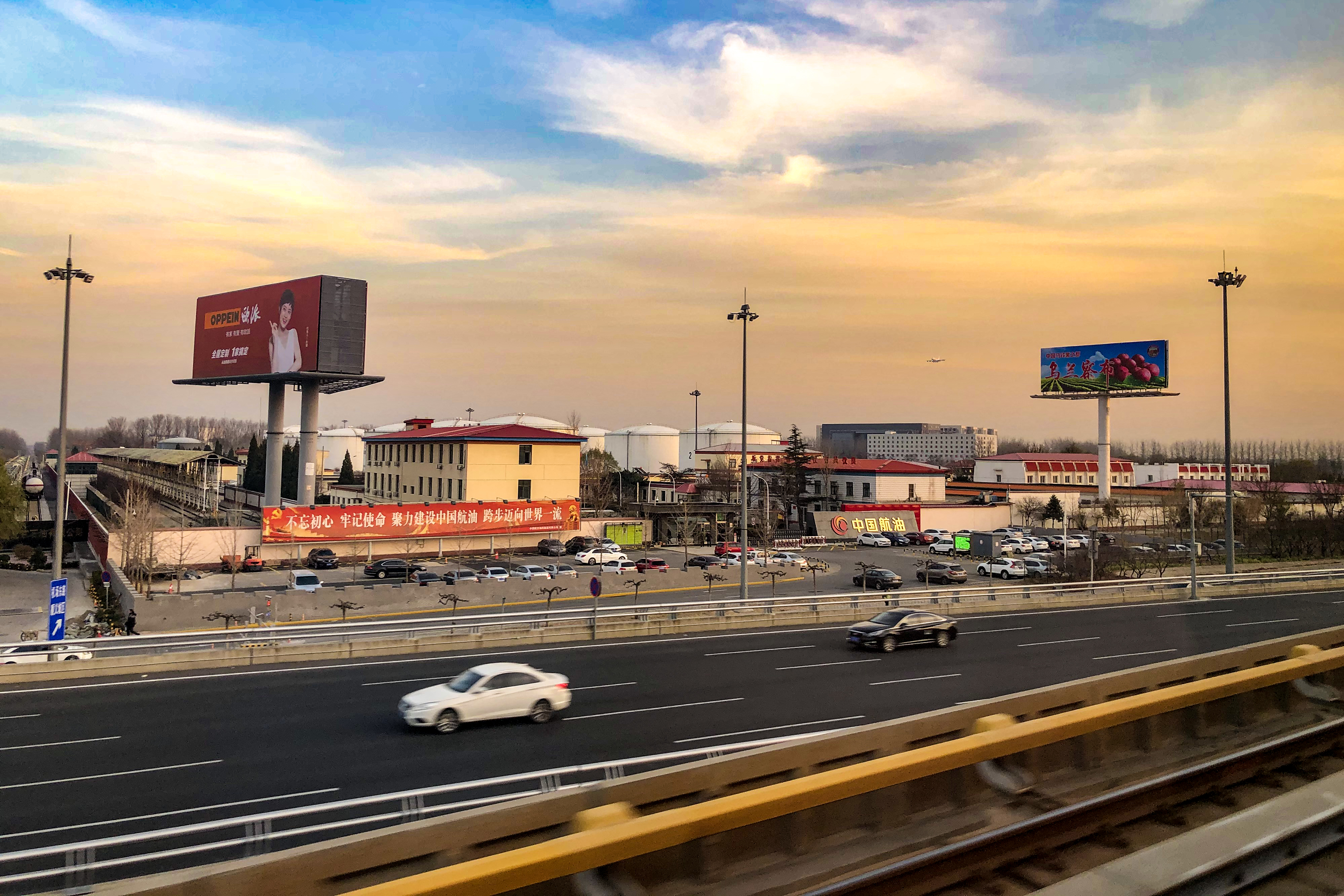
Топливная база в аэропорту Пекин-Столичный

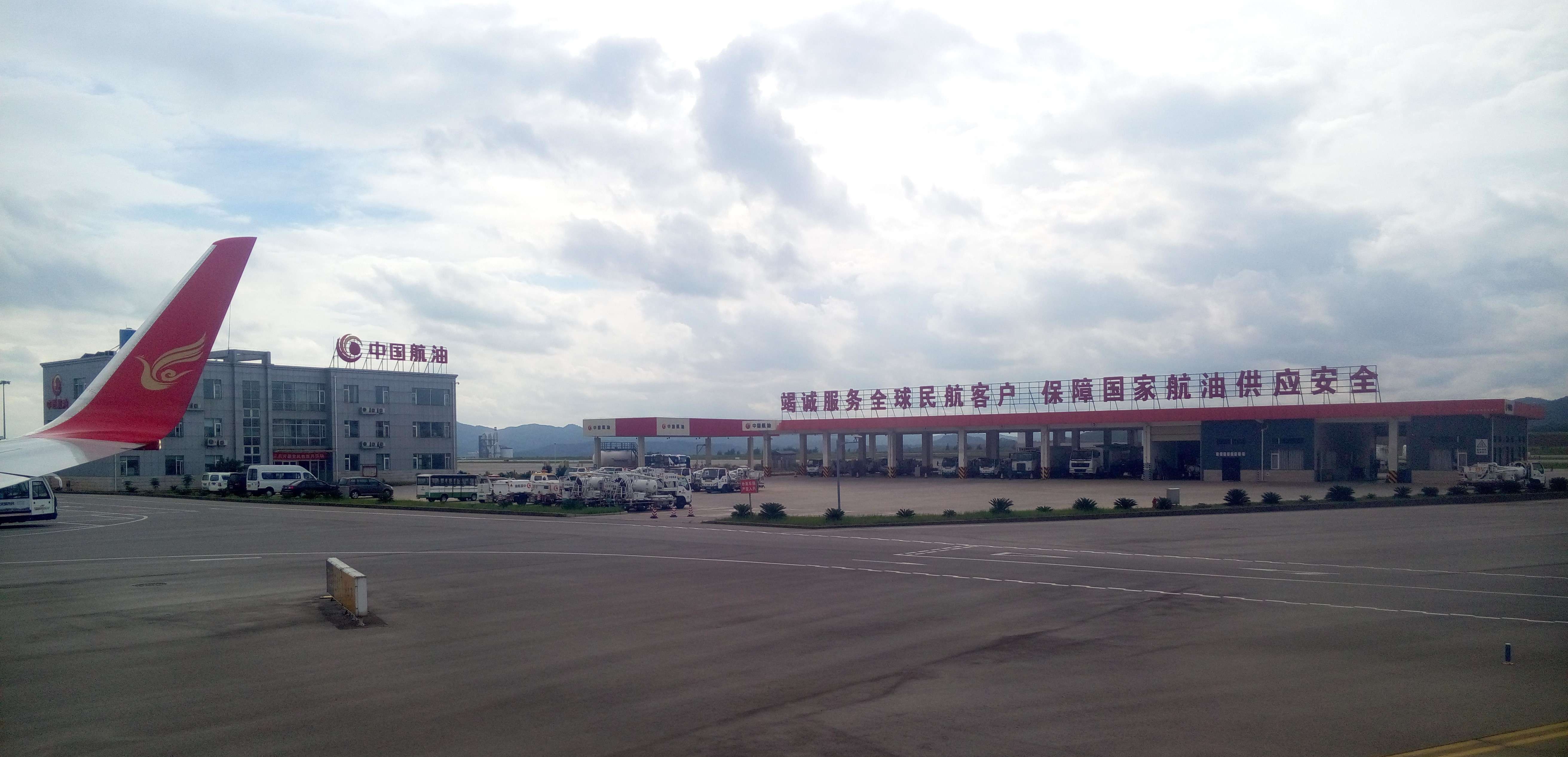
Топливная база в аэропорту Манши

В состав China National Aviation Fuel Group входит несколько десятков аффилированных структур:
Компании в полной собственности
- China National Aviation Fuel Petroleum
- China National Aviation Fuel Logistic
- China Aviation Oil Beijing — Tianjin — Hebei Pipeline Transportation
- China Aviation Oil Import & Export
- China National Aviation Fuel Southern Real Estate
- CNAF Plaza Management Center
- Beijing Aviation Oil Engineering Consulting

Подконтрольные компании
- China National Aviation Fuel Supply
- CNAF Petrochemical Pipeline Transportation
- Shenzhen Airport Petroleum
- Shenzhen Chengyuan Aviation Oil
- China Aviation Oil (Singapore) Corporation
- Beijing Aviation Oil Construction
- China National Aviation Fuel Finance

Компании с долей в капитале
- Air China
- China Eastern Airlines Corporation
- Capital Jet
- Bank of Communications
- Shenzhen Petrochemical Exchange
- China National Aviation Fuel Xinyuan Petrochemical
- Qinhuangdao Oriental Petroleum
- Shanghai Puhang Petroleum
- Beijing China National Aviation Fuel Real Estate
- Xian Northwest Civil Aviation Plaza
- Air Union Insurance Brokers